# Euxoa rubrior
Euxoa rubrior är en fjärilsart som beskrevs av Rudolf Pinker 1980. Euxoa rubrior ingår i släktet Euxoa och familjen nattflyn. Inga underarter finns listade i Catalogue of Life.